# Lista asociațiilor naționale de tenis
Aceasta este lista asociațiilor naționale de tenis din întreaga lume.Există 6 Asociații Regionale, 145 de membri deplini și 61 de membri asociați fără drept de vot.
Cele 6 Asociații Regionale sunt:
- Asia: Federația Asiatică de Tenis (ATF) cu 44 membri.
- Africa: Confederația Africană de Tenis (CAT) cu 51 membri.
- America de Sud: Confederația Sudamericană de Tenis (COSAT) cu 10 membri.
- America Centrală și Caraibe: Confederația de Tenis a Americii Centrale și Caraibelor (COTECC) cu 33 membri.
- Oceania: Federația de Tenis a Oceaniei (OTF) cu 19 membri.
- Europa: Tennis Europe (TE) cu 49 membri.

## ATF (Asia)
| Membri deplini (34): - Bahrain - Bangladesh - Brunei - China - Taipeiul Chinez - Hong Kong - India - Indonezia - Iran - Irak - Japonia - Iordania - Kazahstan - Coreea de Sud - Kuweit - Kârgâzstan - Liban - Malaysia - Myanmar - Oman - Pakistan - Filipine - Qatar - Arabia Saudită - Singapore - Sri Lanka - Siria - Tadjikistan - Thailanda - Turkmenistan - Emiratele Arabe Unite - Uzbekistan - Vietnam - Yemen | Membri asociați (10): - Afganistan - Bhutan - Cambodgia - Coreea de Nord - Laos - Macao - Maldive - Mongolia - Nepal - Palestina Non ITF-Members (1): - Timorul de Est |

## CAT (Africa)
| Membri deplini (29): - Algeria - Angola - Benin - Botswana - Camerun - Congo - Coasta de Fildeș - Djibouti - Egipt - Etiopia - Gabon - Ghana - Kenya - Lesotho - Libia - Madagascar - Mauritius - Maroc - Namibia - Nigeria - Rwanda - Senegal - Africa de Sud - Sudan - Togo - Tunisia - Uganda - Zambia - Zimbabwe | Membri asociați (22): - Burkina Faso - Burundi - Capul Verde - Republica Centrafricană - Ciad - Republica Democrată Congo - Guineea Ecuatorială - Eritrea - Gambia - Guinea-Bissau - Guinea-Conakry - Liberia - Malawi - Mali - Mauritania - Mozambic - Niger - Seychelles - Sierra Leone - Somalia - Eswatini - Tanzania Non ITF-Members (2): - Comore - São Tomé și Príncipe |

## COSAT (America de Sud)
Membri deplini (10):
- Argentina
- Bolivia
- Brazilia
- Chile
- Columbia
- Ecuador
- Paraguay
- Peru
- Uruguay
- Venezuela

## COTECC (America Centrală și Caraibe)
| Membri deplini (18): - Aruba - Bahamas - Barbados - Insulele Bermude - Costa Rica - Cuba - Republica Dominicană - El Salvador - Guatemala - Haiti - Honduras - Jamaica - Mexic - Panama - Puerto Rico - Sfânta Lucia - Trinidad și Tobago - Insulele Virgine Americane | Membri asociați (14): - Antigua și Barbuda - Bonaire - Belize - Insulele Virgine Britanice - Insulele Cayman - Curaçao - Dominica - Grenada - Guyana - Nicaragua - Sfântul Cristofor și Nevis - Sfântul Vicențiu și Grenadine - Surinam - Insulele Turks și Caicos |

## OTF (Oceania)
| Membri deplini (2): - Australia - Noua Zeelandă | Membri asociați (17): - Samoa Americană - Insulele Cook - Fiji - Guam - Kiribati - Insulele Marshall - Statele Federate ale Microneziei - Nauru - Insula Norfolk - Insulele Mariane de Nord - Palau - Papua Noua Guinee - Samoa - Insulele Solomon - Tonga - Tuvalu - Vanuatu |

## TE (Europa)
| Membri deplini (49): - Albania - Andorra - Armenia - Austria - Azerbaidjan - Belarus - Belgia - Bosnia și Herțegovina - Bulgaria - Croația - Cipru - Cehia - Danemarca - Estonia - Finlanda - Franța - Georgia - Germania - Marea Britanie - Grecia - Ungaria - Islanda - Irlanda - Israel - Italia | - Letonia - Liechtenstein - Lituania - Luxemburg - Macedonia de Nord - Malta - Republica Moldova - Monaco - Muntenegru - Țările de Jos - Norvegia - Polonia - Portugalia - România - Rusia - San Marino - Serbia - Slovacia - Slovenia - Spania - Suedia - Elveția - Turcia - Ucraina Non ITF-Member (2): - Kosovo - Vatican |

## Afiliați non-membri a unei Asociații Regionale
Membri ITF (2):
- Statele Unite
- Canada

## Legături externe
- www.itftennis.com